# ПСС (пістолет)
Пістолет самозарядний спеціальний (ПСС «Вул») — радянський самозарядний пістолет безшумної і безполум'яної стрільби. Індивідуальна зброя прихованого застосування підрозділів агентурної і спеціальної розвідки збройних сил і деяких спецслужб.

## Історія створення пістолетного комплексу
Безшумний пістолет ПСС (індекс ГРАУ 6П28, кодове позначення НДДКР «Вул») розроблявся в період з 1979 по 1983 рік для озброєння персоналу КДБ і воєнної розвідки, які потребували самозарядної безшумної зброї. Безшумний комплекс, що включав 7,62-мм пістолет ПСС і патрон СП-4 був розроблений у науково-дослідному інституті стрілецької і пушечної зброї ЦНДІ ТОЧМАШ у Клімовську під Москвою. Конструктори Красников, Левченко, Медвецький і Петров. У 1983 році на ТОЧМАШі розпочалося мілкосерійне виробництво пістолета і він був прийнятий на озброєння спецпідрозділів Міністерства оборони і КДБ.

## Конструкція, склад комплексу
У пістолеті застосовується спеціальний патрон СП-4. При пострілі куля виштовхується не пороховими газами, а спеціальним поршнем, який, надавши кулі початкову швидкість, заклинюється в гільзі і замикає усередині неї порохові гази, що забезпечує безшумність і безполум'яність стрільби.
Енергетичні показники і габарити спецпатрона визначили конструктивні особливості пістолета. Ствол пістолета зроблений окремим від патронника, розміри руків'я визначаються довжиною гільзи. У пістолеті використовується схема автоматики з вільним затвором, при цьому поворотна пружина затвора розташована всередині затвора над стволом, на напрямному стрижні. Рухомий у поздовжній площині патронник має можливість відкочуватися назад приблизно на 8 міліметрів. Ударно-спусковий механізм пістолета в цілому запозичений у пістолета Макарова. Відокремлюємий коробчатий магазин вміщує шість патронів. У конструкції передбачена затворна затримка, що забезпечує утримання затвора в задньому положенні після вичерпання всіх набоїв.